# Caesars Rheinbrücken
Den Bau der ersten Rheinbrücke von Gaius Iulius Caesar während des Gallischen Kriegs 55 v. Chr. beschreibt Caesar in seinem klassischen Werk De bello Gallico, in dem er ausführlich den Verlauf des Krieges schildert. Die Brücke wurde laut Caesar errichtet, um eine Strafexpedition gegen Germanen auf rechtsrheinischem Gebiet durchführen zu können. Ein zweiter Brückenschlag über den Rhein erfolgte zwei Jahre später im Rahmen eines weiteren bewaffneten Rheinübergangs.

## Erster Brückenbau 55 v. Chr.
Im Gallischen Krieg eroberte Caesar in den Jahren 58 bis 51 v. Chr. Gallien, das weitgehend dem Gebiet des heutigen Frankreich entsprach. Im Jahr 55 v. Chr. war der Feldzug eigentlich schon abgeschlossen, aber Caesar entschloss sich zu einem ersten Rheinübergang.

Schematische Darstellung der Jochbrücke nach einem Rekonstruktionsversuch im Deutschen Museum München

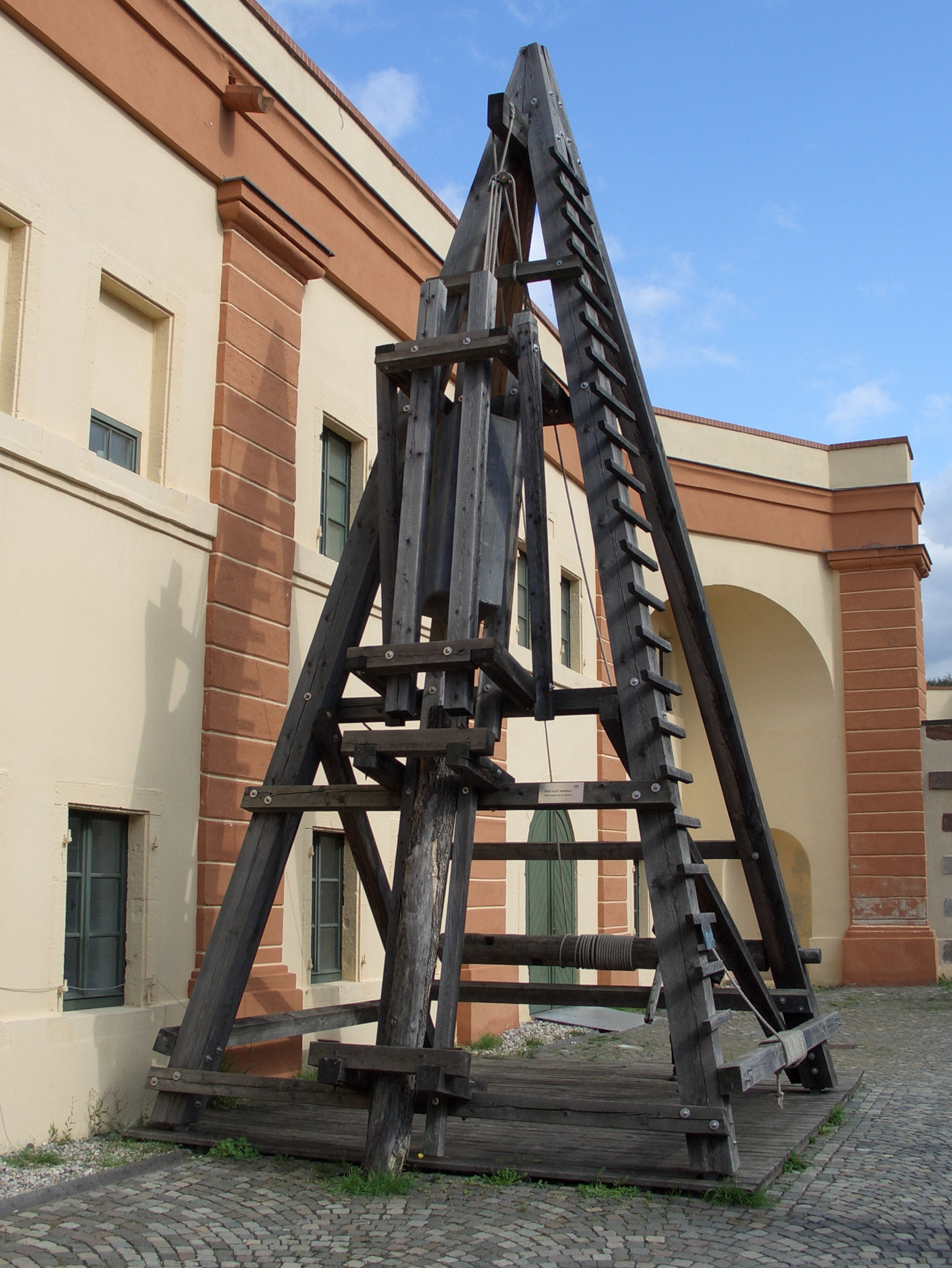
Rekonstruktion einer römischen Pfahlramme, wie sie Caesar bei seinem Bau der Rheinbrücke 55 v. Chr. genutzt haben könnte, ausgestellt 2008 auf der Festung Ehrenbreitstein in Koblenz

Caesars Truppen erreichten in der Militärexpedition gegen die Germanen den Rhein und sahen eine Überquerung mittels Schiffen als zu gefährlich an. Außerdem befand Caesar eine solche Art der Überquerung nicht der Würde des römischen Volkes entsprechend. Die Truppen begannen nun im Frühsommer des Jahres 55 v. Chr. – nach Caesars Beschreibung in zehn Tagen – eine Rheinbrücke zu bauen.
Etwa 50 Joche trugen die Brückenkonstruktion. Die zugespitzten Baumstämme wurden mit einem Rammgerät, das sich vermutlich auf einem Floß befand, in den Grund des Rheins getrieben. Um dem Druck der Strömung standhalten zu können, befanden sich an den Seiten Schrägpfähle. Die Fahrbahn war neun Meter breit, mit Erde und Reisig bedeckt und bestand aus Baumstämmen und Holzbohlen, die quer zum Fluss lagen. Die gesamte Bauzeit vom Fällen der Bäume bis zur Fertigstellung der Brücke wird von Caesar mit nur zehn Tagen angegeben.
Der genaue Ort der Rheinüberquerung ist unbekannt. Fest steht, dass die Rheinüberquerungen im Gebiet der mit den Römern verbundenen Ubier erfolgten. Caesar spricht in De bello Gallico davon, dass er nach der Rheinüberquerung auf dem Weg zu den Sugambrern, die im Bereich zwischen Lippe und Ruhr sowie des „Ruhrbogens“ und bis ins Sauerland und Siegerland siedelten, das Gebiet der Ubier durchqueren musste und sich nach Vernichtung der Felder und Hütten der Sugambrer zu den Ubiern zurückzog („se in fines Ubiorum recepit“). Nach der zweiten Rheinüberquerung, die vom Gebiet der Treverer aus und südlicher als beim ersten Mal erfolgte, spricht Caesar davon, dass er seinen Brückenkopf am Ufer der Ubier („quae ripas Ubiorum contingebat“) zurückließ. Das Gebiet der Ubier reichte im Norden bis in das Gebiet zwischen Wupper und Ruhr und im Süden bis zur Lahn. Die Brücken sind somit zwischen Lahn und Ruhr errichtet worden. Es wird der Bereich zwischen Bonn und dem Newieder Becken als möglicher Ort der Rheinüberquerung vermutet. Diese These hat weitere Stütze dadurch erhalten, dass bei Limburg an der Lahn eine Römerlager entdeckt wurde, dass zweifelsfrei in die Zeit Caesars eingeordnet wurde die römischen Truppen offenbar über die Lahn ins Siegerland zu den Sugambrern zogen.
Die römischen Truppen bestanden aus zwei Legionen. Eine Sicherungstruppe bewachte das Bauwerk, nachdem die Legionen über den Rhein gebracht waren, um weiter nach Germanien vorzudringen. Caesar errichtete in der Flur des heutigen Limburg-Eschhofen ein Lager. Rings um das Lager wurde zur Verteidigung ein Graben ausgehoben, 2 m bis 2,5 m breit. Dieses Lager lag unmittelbar neben einer bestehenden germanischen Siedlung; Römer und Germanen standen sich hier noch nicht feindlich gegenüber. Nach nur 18 Tagen im Feindesland und der Zerstörung einiger Dörfer kehrte Caesar auf das linke Rheinufer zurück; die Rheinbrücke wurde wieder abgebaut.

## Zweiter Brückenbau 53 v. Chr.
Im Jahre 53 v. Chr. ging Caesar erneut über den Rhein. Grund dafür war eine Strafexpedition gegen germanische Stämme, die zuvor den aufständischen Treverern Hilfstruppen gestellt hatten. Caesar zog zu der Stelle, wo er schon zwei Jahre zuvor gelagert hatte und errichtete dort sein zweites Lager. Der Verteidigungsgraben war nunmehr deutlich größer als der von Lager I: 2,4 bis 8 m breit und 2,5 m tief. Der Bau der Brücke soll diesmal nur wenige Tage gedauert haben. Als die Ubier Cäsar meldeten, die Sueben hätten sich in die Wälder zurückgezogen, ließ er von ihrer Verfolgung ab. Bei der Rückkehr über den Rhein rissen die Römer nur das Ende der Brücke am rechtsrheinischen Ufer auf einer Länge von 60 m ab; auf der linken Rheinseite wurde ein vierstöckiger Turm errichtet und eine Besatzung von 12 Kohorten dorthin verlegt. Damit zeigte Cäsar den germanischen Stämmen, dass die Römer in der Lage waren, jederzeit den Rhein wieder zu überqueren und in Germanien einzufallen.

## Weitere römische Rheinbrücken
Nach der römischen Kolonialisierung der linken Rheinseite, aber erst lange nach Caesar, entstanden einige weitere feste Brücken über den Rhein:
- Mainzer Römerbrücke unter Tiberius (ca. 30 n. Chr.)
- Koblenzer Römerbrücke um 49 n. Chr.
- Kölner Römerbrücke unter Konstantin von etwa 310 bis 400 n. Chr.